# Acanthophorus
Acanthophorus is een geslacht van kevers uit de familie van de boktorren (Cerambycidae). De wetenschappelijke naam van het geslacht werd voor het eerst geldig gepubliceerd in 1832 door Jean Guillaume Audinet Serville.

## Soorten
- Acanthophorus maculatus Fabricius, 1793
- Acanthophorus serraticornis (Olivier, 1795)